# SWEET REACTION
『SWEET REACTION』（スウィート・リアクション）はNONA REEVESの通算7枚目となるスタジオ・アルバムである。

## 概要
前作『NONA REEVES』から約10か月ぶりのオリジナル・アルバムとして、2003年7月23日にA&R ZEROより発売された。

## 収録曲
1. 数学教師 - SUMMER REACTION
作詞・作曲：西寺郷太
  - 日本テレビ系「ロンブー龍」エンディングテーマ。
2. チェンジン - CHANGIN' feat. YOU THE ROCK★
作詞：西寺郷太・竹前裕、作曲：西寺郷太・奥田健介・小松茂
  - 11枚目のシングル。
  - TBS系アニメ「GetBackers-奪還屋-」エンディングテーマ。
3. メモリーズ～ひと夏の記憶～ - MEMORIES
作詞・作曲：西寺郷太
4. スウィート・ビギニング - SWEET BEGINNING
作曲：奥田健介
  - 本アルバムで唯一のインストゥルメンタル曲。
5. スウィートネス - SWEETNESS
作詞・作曲：西寺郷太
6. ジェフ - JEFF
作詞・作曲：西寺郷太
  - WOWOW海外ドラマ「マイ・ビッグ・ファット・ライフ!」イメージソング
7. デニーズ・ガール - DENNY'S GIRL
作詞：西寺郷太、作曲：奥田健介・西寺郷太
  - メンバー全員がリードボーカルをとっている。
8. イッツ・ア・ニュー・デイ - IT'S A NEW DAY [Pt.1]
作詞・作曲：西寺郷太
9. イージーラヴ - EASYLOVE feat. 土岐麻子
作詞：西寺郷太、作曲：西寺郷太・奥田健介・小松茂・矢野博康
10. ブルー - (MY GIRL, YOU MAKE ME) BLUE
作詞・作曲：西寺郷太
11. さよなら、先生 - THE END OF "SUMMER REACTION"
作詞・作曲：西寺郷太
  - 「SUMMER REACTION」のリプライズで、コーラステイクのバックトラックが消され、ピアノ演奏が追加されている。
12. 愛するものは愛される - NARCISSUS [THEME FROM NOTA / SWEET ENDING MIX]
作詞・作曲：西寺郷太
  - 舞台「シティボーイズミックス PRESENTS NOTA 恙無き限界ワルツ」テーマソング